# Rubus raddeanus
Rubus raddeanus är en rosväxtart som beskrevs av Wilhelm Olbers Focke. Rubus raddeanus ingår i släktet rubusar, och familjen rosväxter. Inga underarter finns listade i Catalogue of Life.